# David Komnenos
David Komnenos, född omkring 1410, död 1462, var en kejsare av Trapezunt 1460-1461.
David Komnenos var bror till Johannes IV av Trapezunt, och undanträngde efter dennes död hans barn och blev den siste kejsaren av det sista bysantinska riket 1458-1462. Mot turkarna sökte David Komnenos stöd hos turkomenernas storkhan, men denne slöt fred med sultanen, och då turkarna invaderade hans land, kapitulerade han. Efter Trapezunts fall 1461 fördes han och hans familj som fångar till Konstantinopel. 
Misstänkt av sultanen, blev David Komnenos anmodad att övergå till islam men vägrade, varpå han och hans sju söner avrättades. Han var gift med Helena Kantakouzene.